# NCAA Division I Tennis Championships 2013
Bei den NCAA Division I Tennis Championships wurden im Mai 2013 die Meister im US-amerikanischen College Tennis ermittelt. Gastgeberin war die University of Illinois. Gespielt wurde auf dem Gelände des Khan Outdoor Tennis Complex in Urbana. 

## Herren

### Mannschaftsmeisterschaften
| Nr. | Spieler     | Erreichte Runde |
| --- | ----------- | --------------- |
| 01. | UCLA        | Finale          |
| 02. | Virginia    | Sieg            |
| 03. | Georgia     | Halbfinale      |
| 04. | USC         | Viertelfinale   |
| 05. | Ohio State  | Halbfinale      |
| 06. | Mississippi | 2. Runde        |
| 07. | Tennessee   | Viertelfinale   |
| 08. | Kentucky    | Achtelfinale    |

| Nr. | Spieler         | Erreichte Runde |
| --- | --------------- | --------------- |
| 09. | Duke            | Viertelfinale   |
| 10. | Mississippi St. | Achtelfinale    |
| 11. | Pepperdine      | Viertelfinale   |
| 12. | Texas A&M       | Achtelfinale    |
| 13. | Baylor          | Achtelfinale    |
| 14. | Oklahoma        | Achtelfinale    |
| 15. | Florida         | 1. Runde        |
| 16. | Vanderbilt      | Achtelfinale    |

### Einzelkonkurrenz
| Nr. | Spieler           | Erreichte Runde |
| --- | ----------------- | --------------- |
| 1.  | Miķelis Lībietis  | 1. Runde        |
| 2.  | Alexander Domijan | 1. Runde        |
| 3.  | Jarmere Jenkins   | Finale          |
| 4.  | Anthony Rossi     | 2. Runde        |
| 5.  | Romain Bogaerts   | 1. Runde        |
| 6.  | Emilio Gómez      | 1. Runde        |
| 7.  | Peter Kobelt      | Achtelfinale    |
| 8.  | Henrique Cunha    | Viertelfinale   |

| Nr.   | Spieler            | Erreichte Runde |
| ----- | ------------------ | --------------- |
| 9–16. | Sebastian Fanselow | Halbfinale      |
| 9–16. | Ryan Lipman        | 2. Runde        |
| 9–16. | Evan King          | Viertelfinale   |
| 9–16. | Kyle McMorrow      | Achtelfinale    |
| 9–16. | Matija Pecotić     | 2. Runde        |
| 9–16. | Blaž Rola          | Sieg            |
| 9–16. | Raymond Sarmiento  | Achtelfinale    |
| 9–16. | Nicolaas Scholtz   | 1. Runde        |

### Doppelkonkurrenz
| Nr. | Paarung                         | Erreichte Runde |
| --- | ------------------------------- | --------------- |
| 1.  | Miķelis Lībietis Hunter Reese   | Achtelfinale    |
| 2.  | Henrique Cunha Raphael Hemmeler | Halbfinale      |
| 3.  | Jonas Lütjen Nicolaas Scholtz   | Halbfinale      |
| 4.  | Jarmere Jenkins Mac Styslinger  | Sieg            |

| Nr.   | Paarung                       | Erreichte Runde |
| ----- | ----------------------------- | --------------- |
| 5.–8. | Jarryd Botha David Vieyra     | Achtelfinale    |
| 5.–8. | Daniel Cochrane Andreas Mies  | Viertelfinale   |
| 5.–8. | Junior A. Ore Jackson Withrow | Achtelfinale    |
| 5.–8. | Hernus Pieters Ben Wagland    | Viertelfinale   |

## Damen

### Mannschaftsmeisterschaften
| Nr. | Spieler             | Erreichte Runde |
| --- | ------------------- | --------------- |
| 01. | Florida             | Halbfinale      |
| 02. | North Carolina      | Viertelfinale   |
| 03. | Texas A&M           | Finale          |
| 04. | Georgia             | Viertelfinale   |
| 05. | Southern California | Achtelfinale    |
| 06. | Miami               | Viertelfinale   |
| 07. | UCLA                | Halbfinale      |
| 08. | California          | Viertelfinale   |

| Nr. | Spieler      | Erreichte Runde |
| --- | ------------ | --------------- |
| 09. | Alabama      | Achtelfinale    |
| 10. | Michigan     | Achtelfinale    |
| 11. | Northwestern | Achtelfinale    |
| 12. | Stanford     | Sieg            |
| 13. | Clemson      | Achtelfinale    |
| 14. | Virginia     | Achtelfinale    |
| 15. | Nebraska     | Achtelfinale    |
| 16. | Texas Tech   | 2. Runde        |

### Einzelkonkurrenz
| Nr. | Spieler                     | Erreichte Runde |
| --- | --------------------------- | --------------- |
| 1.  | Lauren Embree               | 1. Runde        |
| 2.  | Sabrina Santamaria          | 2. Runde        |
| 3.  | Robin Anderson              | Achtelfinale    |
| 4.  | Christina Sanchez-Quintanar | Achtelfinale    |
| 5.  | Zsófia Susányi              | Achtelfinale    |
| 6.  | Lauren Herring              | Viertelfinale   |
| 7.  | Gina Suarez-Malaguti        | Viertelfinale   |
| 8.  | Anett Schutting             | 1. Runde        |

| Nr.   | Spieler              | Erreichte Runde |
| ----- | -------------------- | --------------- |
| 9–16. | Petra Niedermayerova | Achtelfinale    |
| 9–16. | Krista Hardebeck     | Achtelfinale    |
| 9–16. | Mary Weatherholt     | Finale          |
| 9–16. | Julie Elbaba         | 2. Runde        |
| 9–16. | Danielle Lao         | 1. Runde        |
| 9–16. | Sofie Oyen           | 1. Runde        |
| 9–16. | Nicole Gibbs         | Sieg            |
| 9–16. | Yana Koroleva        | Viertelfinale   |

### Doppelkonkurrenz
| Nr. | Paarung                              | Erreichte Runde |
| --- | ------------------------------------ | --------------- |
| 1.  | Kate Fuller Silvia García Jiménez    | Viertelfinale   |
| 2.  | Kaitlyn Christian Sabrina Santamaria | Sieg            |
| 3.  | Patricia Veresova Mary Weatherholt   | Viertelfinale   |
| 4.  | Brynn Boren Kata Szekely             | Halbfinale      |

| Nr.  | Paarung                             | Erreichte Runde |
| ---- | ----------------------------------- | --------------- |
| 5–8. | Kristie Ahn Nicole Gibbs            | 1. Runde        |
| 5–8. | Hermon Brhane Whitney Ritchie       | Achtelfinale    |
| 5–8. | Emina Bektas Brooke Bolender        | 1. Runde        |
| 5–8. | Alexa Guarachi Mary Anne Macfarlane | Halbfinale      |